# Slovenska republiška liga 1971-1972
La Slovenska republiška nogometna liga 1971./72. (it. "Campionato calcistico della Repubblica di Slovenia 1971-72") fu la ventiquattresima edizione del campionato della Repubblica Socialista di Slovenia. In questa stagione era nel terzo livello della piramide calcistica jugoslava.
Il campionato venne vinto dal Rudar Trbovlje, al suo primo titolo nella slovenia repubblicana.

Questa vittoria diede ai nero-verdi la promozione diretta in Druga Liga 1972-1973.
Il capocannoniere del torneo fu Rado Mastnak, dello Slavija Vevče, con 16 reti.

## Squadre partecipanti
| Squadra       | Città                 | Stagione 1970-71 | Stagione 1970-71  |
| Squadra       | Città                 | Pos.             | Divisione         |
| ------------- | --------------------- | ---------------- | ----------------- |
| Kladivar      | Celje                 | 2°               | Slovenska zona    |
| Rudar (Tr)    | Trbovlje              | 3°               | Slovenska zona    |
| Branik        | Maribor               | 4°               | Slovenska zona    |
| Aluminij      | Kidričevo             | 5º               | Slovenska zona    |
| Drava         | Ptuj                  | 6°               | Slovenska zona    |
| Slavija Vevče | Lubiana               | 7°               | Slovenska zona    |
| Ilirija       | Lubiana               | 8°               | Slovenska zona    |
| Nafta         | Lendava               | 9°               | Slovenska zona    |
| Izola         | Isola d'Istria        | 10°              | Slovenska zona    |
| Koper         | Capodistria           | 1°               | Zonska liga Ovest |
| Slivnica      | Slivnica pri Mariboru | 1°               | Zonska liga Est   |
| Rudar (Ve)    | Velenje               | 2°               | Zonska liga Est   |

## Classifica
|  | Pos. | Squadra        | Pt | G  | V  | N | P  | GF | GS  | DR  |
|  | ---- | -------------- | -- | -- | -- | - | -- | -- | --- | --- |
|  | 1.   | Rudar Trbovlje | 34 | 22 | 16 | 2 | 4  | 46 | 17  | +29 |
|  | 2.   | Ilirija        | 32 | 22 | 13 | 6 | 3  | 41 | 16  | +25 |
|  | 3.   | Drava Ptuj     | 27 | 22 | 11 | 5 | 6  | 52 | 39  | +13 |
|  | 4.   | Slavija Vevče  | 26 | 22 | 11 | 4 | 7  | 42 | 25  | +17 |
|  | 5.   | Koper          | 25 | 22 | 8  | 9 | 5  | 31 | 21  | +10 |
|  | 6.   | Kladivar Celje | 24 | 22 | 9  | 6 | 7  | 49 | 31  | +18 |
|  | 7.   | Izola          | 22 | 22 | 8  | 6 | 8  | 27 | 27  | 0   |
|  | 8.   | Aluminij       | 20 | 22 | 8  | 4 | 10 | 42 | 34  | +8  |
|  | 9.   | Nafta          | 20 | 22 | 7  | 6 | 9  | 33 | 28  | +5  |
|  | 10.  | Branik Maribor | 16 | 22 | 6  | 4 | 12 | 33 | 44  | −11 |
|  | 11.  | Rudar Velenje  | 15 | 22 | 3  | 9 | 10 | 20 | 38  | −18 |
|  | 12.  | Slivnica       | 3  | 22 | 0  | 3 | 19 | 21 | 107 | −86 |

Legenda:
      Promosso in Druga Liga 1972-1973.
      Retrocesso nella divisione inferiore.
Note:
Due punti a vittoria, uno a pareggio, zero a sconfitta.

## Divisione inferiore
| Girone                                                                  | Vincitore       | 2º posto    | 3º posto |
| ----------------------------------------------------------------------- | --------------- | ----------- | -------- |
| Zonska liga Est                                                         | Kovinar Maribor | Olimp Celje | Steklar  |
| Zonska liga Ovest                                                       | Triglav         | Primorje    | Litija   |
| In grassetto le squadre promosse in Slovenska republiška liga 1972-1973 |                 |             |          |